# Ejestedord
 Denne artikel bør gennemlæses af en person med fagkendskab for at sikre den faglige korrekthed.

Et ejestedord eller possessivt pronomen er et stedord i genitiv/possesiv. Eksempelvis: Det var mandens hus → Det var hans hus.
|                   | Fælleskøn                     | Intetkøn                      | Flertal                        |
| 1. person ental   | min                           | mit                           | mine                           |
| 2. person ental   | din, Deres                    | dit, Deres                    | dine, Deres                    |
| 3. person ental   | sin, hans, hendes, dens, dets | sit, hans, hendes, dens, dets | sine, hans, hendes, dens, dets |
| 1. person flertal | vor, vores                    | vort, vores                   | vore, vores                    |
| 2. person flertal | jeres, Deres                  | jeres, Deres                  | jeres, Deres                   |
| 3. person flertal | deres                         | deres                         | deres                          |

| Sprog | Spire Denne artikel om sprog er en spire som bør udbygges. Du er velkommen til at hjælpe Wikipedia ved at udvide den. |